# Renate Nagel
Renate Nagel (* 4. Dezember 1936 in Wuppertal; † 29. Juli 2023 in Frauenfeld) war eine deutsch-schweizerische Verlagslektorin und Verlegerin des Buchverlags Nagel & Kimche. 

## Leben
Als Renate Nagel fünf Jahre alt war, brannte im Zweiten Weltkrieg das Haus nieder, in dem die Familie gewohnt hatte. Weil ihr Vater ihr kein Studium bezahlen wollte, absolvierte sie eine kaufmännische Lehre. Danach arbeitete Renate Nagel einige Zeit als Industriekauffrau bei einer pharmazeutischen Firma. Mit 23 Jahren verliess sie Deutschland, «weil die Bundesrepublik damals geistig stagnierte», wie sie selber sagte. Sie studierte in Deutschland, den USA und der Schweiz Geschichte, Philosophie, Anglistik und Politische Wissenschaft und schloss ihr Studium in Zürich mit einer Promotion ab. Ab 1962 wohnte sie in der Schweiz.

### Tätigkeit beim Benziger Verlag
Zwischen 1966 und 1983 entdeckte und betreute Nagel als Cheflektorin des Benziger Verlages eine Reihe namhafter Schweizer Schriftstellerinnen und Schriftsteller. Mit einigen arbeitete sie auch später weiter zusammen: Eveline Hasler, Hanna Johansen, Grete Weil und Christoph Geiser. Im Verlagsbüro von Benziger in Zürich war sie zuerst als Lektorin und später als Cheflektorin tätig. Schliesslich wurde sie Leiterin der Abteilung, welche die Belletristik sowie das Kinder- und Jugendbuch verantwortete. Um das Kinder- und Jugendbuch kümmerte sich Renate Nagel ganz besonders. Sie sorgte für Übersetzungen von Denys Watkins-Pitchford («Dominik Dachs»), Michael Bond («Paddington Bär») oder Tove Jansson («Die Mumins») und auch für deutschsprachige Bücher von Beat Brechbühl, Federica de Cesco, Klara Obermüller, Otto Steiger und Emil Zopfi. 

### Verlag Nagel & Kimche
1983 gründete Nagel zusammen mit einer Studienkollegin, der Juristin Judith Kimche (1940–2020), in Zürich den Verlag Nagel & Kimche. Sowohl literarisch als auch wirtschaftlich gebildet, übernahm Nagel die verlegerische und die kaufmännische Leitung. Es war ein Autorenverlag, der auf enge Bindung an seine Autorinnen und Autoren setzte, ein Werk betreute, nicht einzelne Bücher.
Im neuen Verlag gelangen ihr Entdeckungen wie Gabrielle Alioth, Rolf Lappert, Mariella Mehr, Frederike Kretzen oder Lukas Bärfuss und Melinda Nadj Abonji. Viel verdankte der Verlag auch Schriftstellern, die sich längst einen Namen gemacht hatten, bevor sie bei Nagel & Kimche veröffentlichten: Margrit Schriber, Hans Boesch, Lukas Hartmann oder Kurt Marti. Nach wenigen Jahren galt der «Verlag mit der persönlichen Handschrift» als eine der wichtigsten literarischen Adressen der Schweiz. Um mehr Platz für die zunehmende Zahl an Mitarbeitenden zu haben, kaufte Renate Nagel schon bald ein grosses Landhaus in Frauenfeld und zog mit dem Verlag dorthin.
Renate Nagel war auch als Herausgeberin und als Präsidentin des Schweizer Verleger-Vorstandes tätig. Sie wurde mehrfach ausgezeichnet, so 1982 mit dem Oertli-Preis «in Würdigung des persönlichen Einsatzes für den Literaturaustausch zwischen den Sprachregionen der Schweiz» und 1998 mit dem Verlegerpreis der Stadt Bern «für besondere verlegerische Verdienste».
1998 verkaufte sie den Verlag aus Altersgründen an den Hanser Verlag. Der Verlagsname und das Literaturprogramm wurden beibehalten.
Nach dem Verkauf des Verlags begann sie als 62-Jährige an der Universität Zürich Sinologie zu studieren, lernte modernes und altes Chinesisch und vertiefte sich in eine völlig fremde Kultur. Renate Nagel war verheiratet, wohnte in Frauenfeld und starb 2023 im Alter von 86 Jahren.
Das Schweizerische Literaturarchiv, Teil der Schweizerischen Nationalbibliothek, beherbergt die meisten Vor- und Nachlässe der von Renate Nagel betreuten Belletristik-Autoren sowie einen Teil des Verlagsarchivs.